# Right Above It
„Right Above It“ je píseň amerického rappera Lil Waynea. Píseň pochází z jeho osmého alba I'm Not a Human Being. Produkce se ujal producent Kane Beatz. S touto písní mu vypomohl americký rapper Drake.

## Hitparáda
| Země       | Umístění |
| ---------- | -------- |
| Kanada     | 34       |
| UK Singles | 11       |
| US 100     | 6        |
| US Hip-Hop | 4        |
| US Rap     | 1        |